# Росткі (Остроленцький повіт)
Росткі (пол. Rostki) — село в Польщі, у гміні Трошин Остроленцького повіту Мазовецького воєводства.
Населення — 72 особи (2011).
У 1975-1998 роках село належало до Остроленцького воєводства.

## Демографія
Демографічна структура станом на 31 березня 2011 року:
|          | Загалом | Допрацездатний вік | Працездатний вік | Постпрацездатний вік |
| -------- | ------- | ------------------ | ---------------- | -------------------- |
| Чоловіки | 31      | 5                  | 19               | 7                    |
| Жінки    | 41      | 8                  | 25               | 8                    |
| Разом    | 72      | 13                 | 44               | 15                   |